# The Village (serie de televisión de 2019)
The Village es una serie de televisión estadounidense de drama que se estrenó el 19 de marzo de 2019 en NBC. El 30 de mayo de 2019, NBC canceló la serie después de una sola temporada.

## Sinopsis
The Village sigue a «los residentes de un edificio de apartamentos en Brooklyn donde las personas que residen en el edificio han construido una familia de amigos y vecinos. Sarah es enfermera y madre soltera criando a una adolescente; Gabe es un joven estudiante de derecho que tiene un compañero de habitación mucho mayor e inesperado; Ava debe asegurar el futuro de su joven hijo nacido en los Estados Unidos cuando ICE toque la puerta; Nick es un veterano que regresó de la guerra; y el corazón y el alma del edificio, Ron y Patricia, tienen historias cautivadoras propias. Estas son historias esperanzadoras, conmovedoras y desafiantes de la vida que demuestran que la familia es todo—incluso si es la que creas con la gente que te rodea».

## Elenco y personajes

### Principales
- Moran Atias como Edda
- Michaela McManus como Sarah
- Frankie Faison como Ron
- Jerod Haynes como Ben
- Grace Van Dien como Katie
- Warren Christie como Nick
- Daren Kagasoff como Gabe Deluca
- Lorraine Toussaint como Patricia
- Dominic Chianese como Enzo

### Recurrentes
- Ben Ahlers como Liam
- Hailey Kilgore
- Guy Lockard
- Katrina Lenk como Claire
- Deborah Ayorinde como Dana

### Invitados
- Amy Carlson

## Episodios
| N.º | Título                  | Dirigido por    | Escrito por      | Fecha de emisión original | Audiencia (millones) |
| --- | ----------------------- | --------------- | ---------------- | ------------------------- | -------------------- |
| 1   | «Pilot»                 | Minkie Spiro    | Mike Daniels     | 19 de marzo de 2019       | 4.82                 |
| 2   | «Good Thing»            | Peter Sollett   | Mike Daniels     | 26 de marzo de 2019       | 4.05                 |
| 3   | «In Your Bones»         | Peter Sollett   | Erika L. Johnson | 2 de abril de 2019        | 4.15                 |
| 4   | «Heart on Fire»         | Steven DePaul   | Abdi Nazemian    | 9 de abril de 2019        | 4.12                 |
| 5   | «Laid Bare»             | Steven DePaul   | Regina Corrado   | 16 de abril de 2019       | 3.81                 |
| 6   | «Yes or No»             | Steven Tsuchida | Wolfe Coleman    | 23 de abril de 2019       | 4.11                 |
| 7   | «Couldn't Not Love You» | Steven Tsuchida | Elizabeth Laime  | 30 de abril de 2019       | 4.29                 |

## Producción

### Desarrollo
El 22 de enero de 2018, se anunció que NBC había pedido que se produzca un episodio piloto escrito por Mike Daniels, quien también se estableció como productor ejecutivo.
El 7 de mayo de 2018, se anunció que NBC aceptó el piloto y ordenó que se produjese los episodios restantes. También se confirmó que Minkie Spiro dirigiría y produciría el piloto, y Jessica Rhoades se desempeñaría como productora ejecutiva. Unos días después, se anunció que la serie se estrenaría en 2019. El 30 de mayo de 2019, NBC canceló la serie después de una sola temporada.

### Casting
En febrero de 2018, se anunció que Moran Atias, Michaela McManus, Frankie Faison, Jerod Haynes, Grace Van Dien, Warren Christie, Daren Kagasoff, Lorraine Toussaint, y Dominic Chianese habían sido elegidos para los papeles principales. El 11 de octubre de 2018, se informó que Amy Carlson había sido elegida para un papel de invitada. En diciembre de 2018, se anunció que Hailey Kilgore y Guy Lockard habían sido elegidos para papeles recurrentes.

## Recepción

### Crítica
En Rotten Tomatoes, la serie tiene un índice de aprobación del 36% sobre la base de 11 reseñas, con una calificación media de 5.25/10. En Metacritic, tiene una puntuación media ponderada de 47 sobre 100, basada en 9 reseñas, lo que indica «críticas mixtas».

### Audiencias
| N.º | Título       | Fecha de emisión    | ÍA/CP (18–49) | Audiencia (millones) | DVR (18–49) | Audiencia DVR (millones) | Total (18–49) | Audiencia total (millones) |
| --- | ------------ | ------------------- | ------------- | -------------------- | ----------- | ------------------------ | ------------- | -------------------------- |
| 1   | «Pilot»      | 19 de marzo de 2019 | 0.8/4         | 4.82                 | —           | —                        | —             | —                          |
| 2   | «Good Thing» | 26 de marzo de 2019 | 0.7/4         | 4.05                 | —           | —                        | —             | —                          |